# Boibat Malainin Boibuat

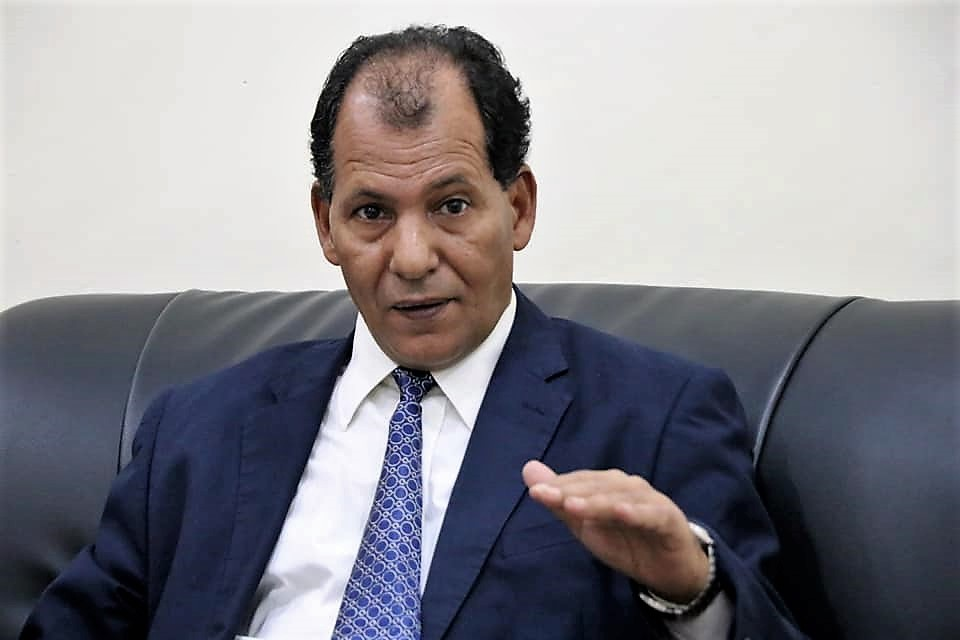
Boibat Malainin Boibuat (2022)

Boibat Malainin Boibuat, genannt Abba, ist ein Diplomat der Demokratischen Arabischen Republik Sahara. Seit 2021 ist Boibuat Botschafter in Osttimor. Am 11. Juni 2021 übergab er seine Akkreditierung an den osttimoresischen Staatspräsidenten Francisco Guterres.